# Lotario de Hochstaden
Lotario de Hochstaden (¿? - † Roma, 1194) fue príncipe-obispo del principado de Lieja, conde de Dalhem y canciller del Sacro Imperio Romano Germánico.

## Biografía
Lotario era hijo de Otto de Are-Hochstaden y Adelaida de Hochstaden, y hermano de Teodorico de Hochstaden, de la dinastía Hohenstaufen
Fue preboste de la colegiata de san Casio y Florencio de Bonn y decano en Lieja. Después de la muerte del arzobispo de Colonia Felipe I de Heinsberg el capítulo le eligió como arzobispo. Los condes de Berg se opusieron y propusieron a Bruno III de Berg. En 1192, tras el asesinato de Alberto de Lovaina, el emperador Enrique VI le nombró canciller y príncipe-obispo de Lieja. Ya fue candidato en 1191 después de la muerte de Rodolfo de Zähringen como candidato del emperador, contra Alberto de Lovaina, el candidato del papa que obtuvo el apoyo de Celestino III para su investidura. Según ciertas fuentes, Lotario habría participado en la organización del asesinato de Alberto de Lovaina y el papa le anatematizó. Lotario viajó a Roma para obtener el perdón, que sólo obtuvo renunciando en 1193 al cargo de príncipe-obispo.
En 1194 murió en Roma, a donde volvió para obtener la absolución completa.

### Citas
1. ↑  Ruwet, Joseph (1970). De cisterciënser abdij van Notre-Dame du Val-Dieu. p. 3. Consultado el 21 de marzo de 2014.
2. ↑  Bernd Schneidmüller, Stefan Weinfurte. Die deutschen Herrscher des Mittelalters: historische Portraits von Heinrich ... (en alemán). C.H. Beck. pp. 261 y ss. Consultado el 21 de marzo de 2014.